# London Missionary Society
La London Missionary Society (en français « Société missionnaire de Londres ») était une société missionnaire chrétienne évangélique interdénominationnelle. 

## Histoire
Elle a été fondée à Londres en Angleterre en 1795 par diverses dénominations évangéliques qui avaient une vision interdénominationnelle de la mission. Elle a été à l'origine de nombreuses missions chrétiennes, en particulier en Asie de l'Est, dans les îles du Pacifique Sud et en Afrique subsaharienne. 
En 1966, elle a fusionné avec la Commonwealth Missionary Society pour former le Congregational Council for World Mission. Elle a compté parmi ses missionnaires Robert Moffat, traducteur de la Bible en langues africaines, connu également pour ses publications en Angleterre sur l'Afrique australe, David Livingstone son gendre, connu pour avoir exploré la région des Grands Lacs, en Afrique centrale, Robert Morrison, principal auteur d'une traduction en chinois de la Bible, et le sinologue James Legge.

## Galerie

Cimetière de missionnaires britanniques à Antananarivo, Madagascar
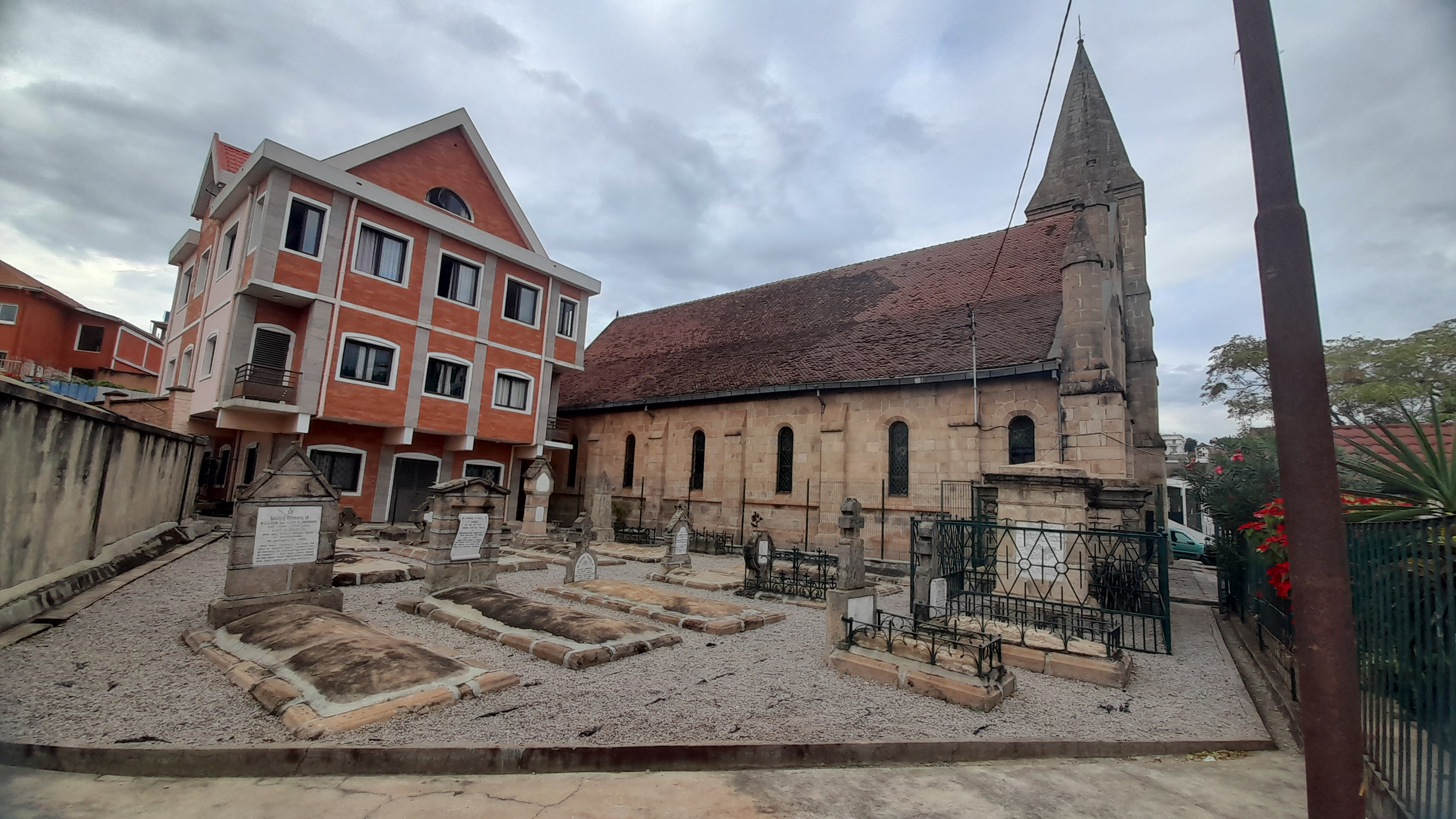
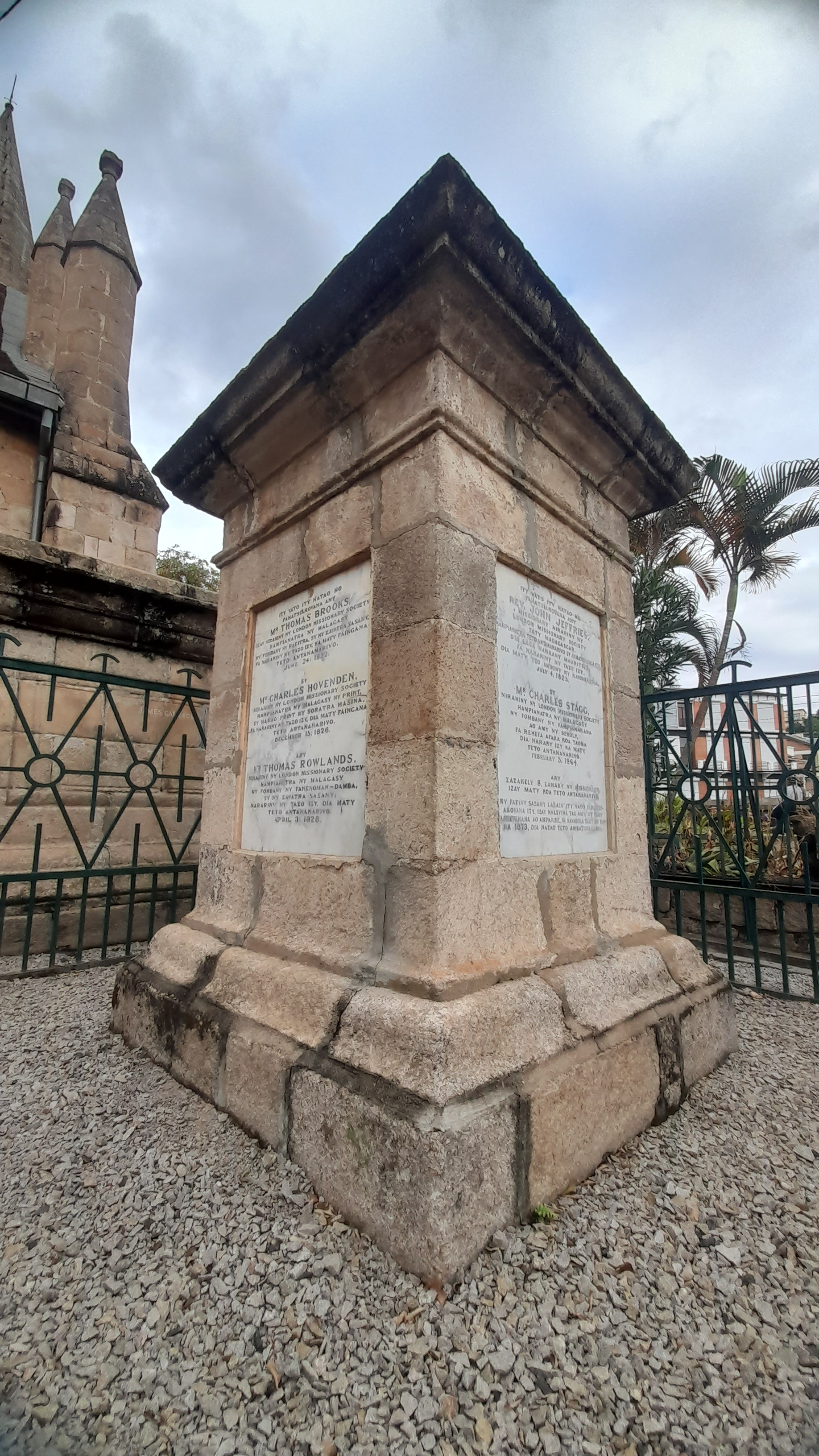
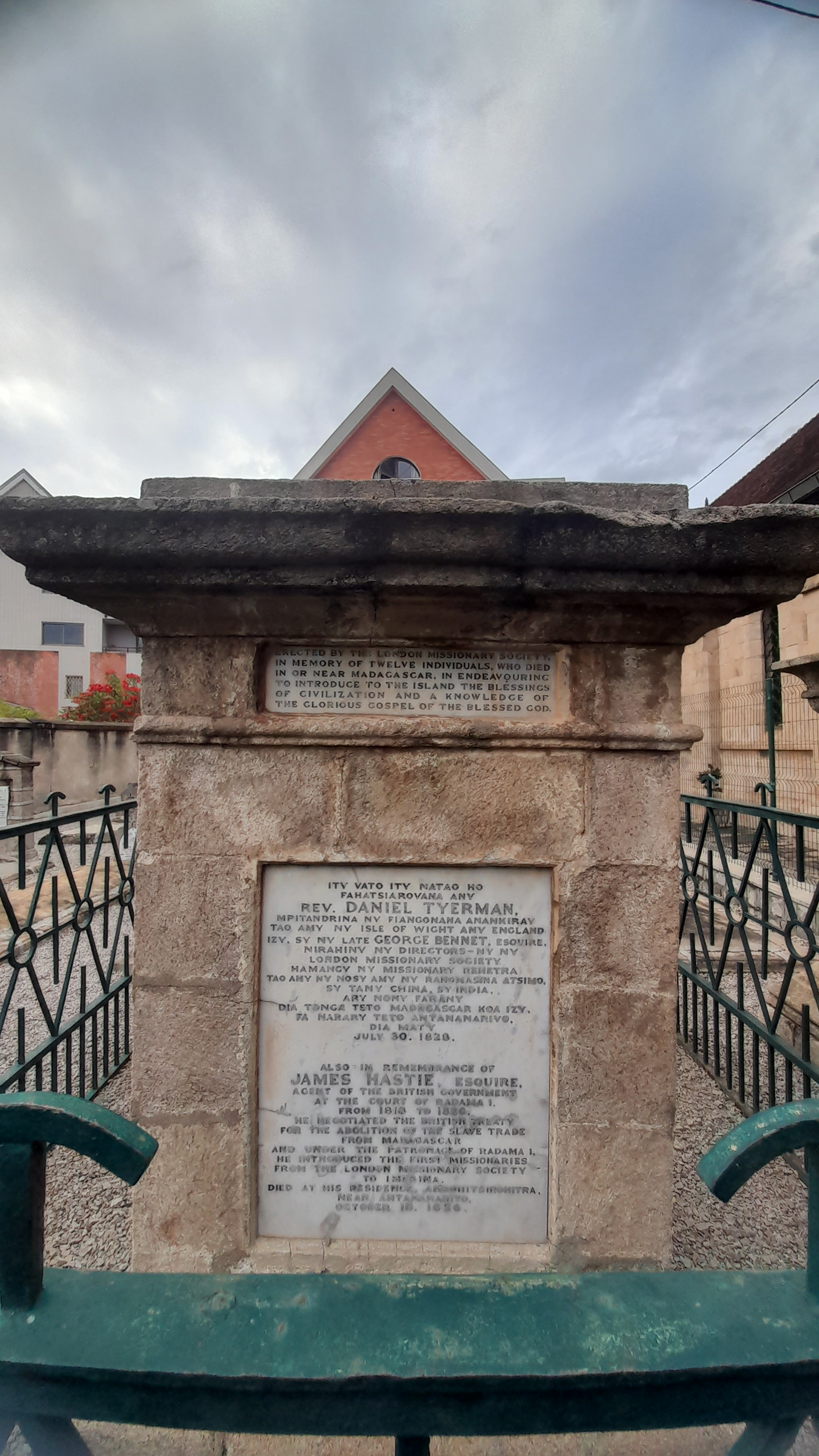
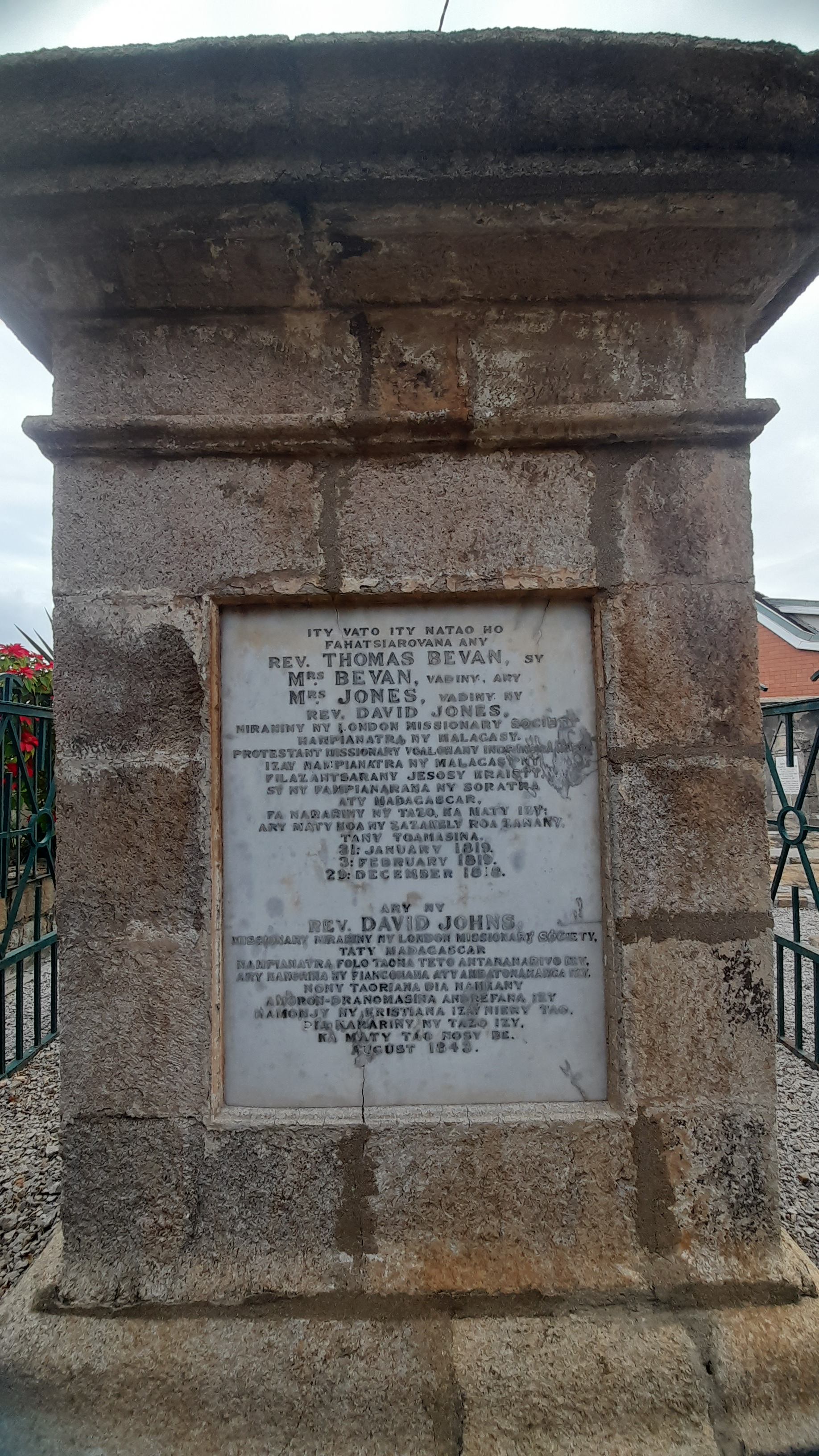
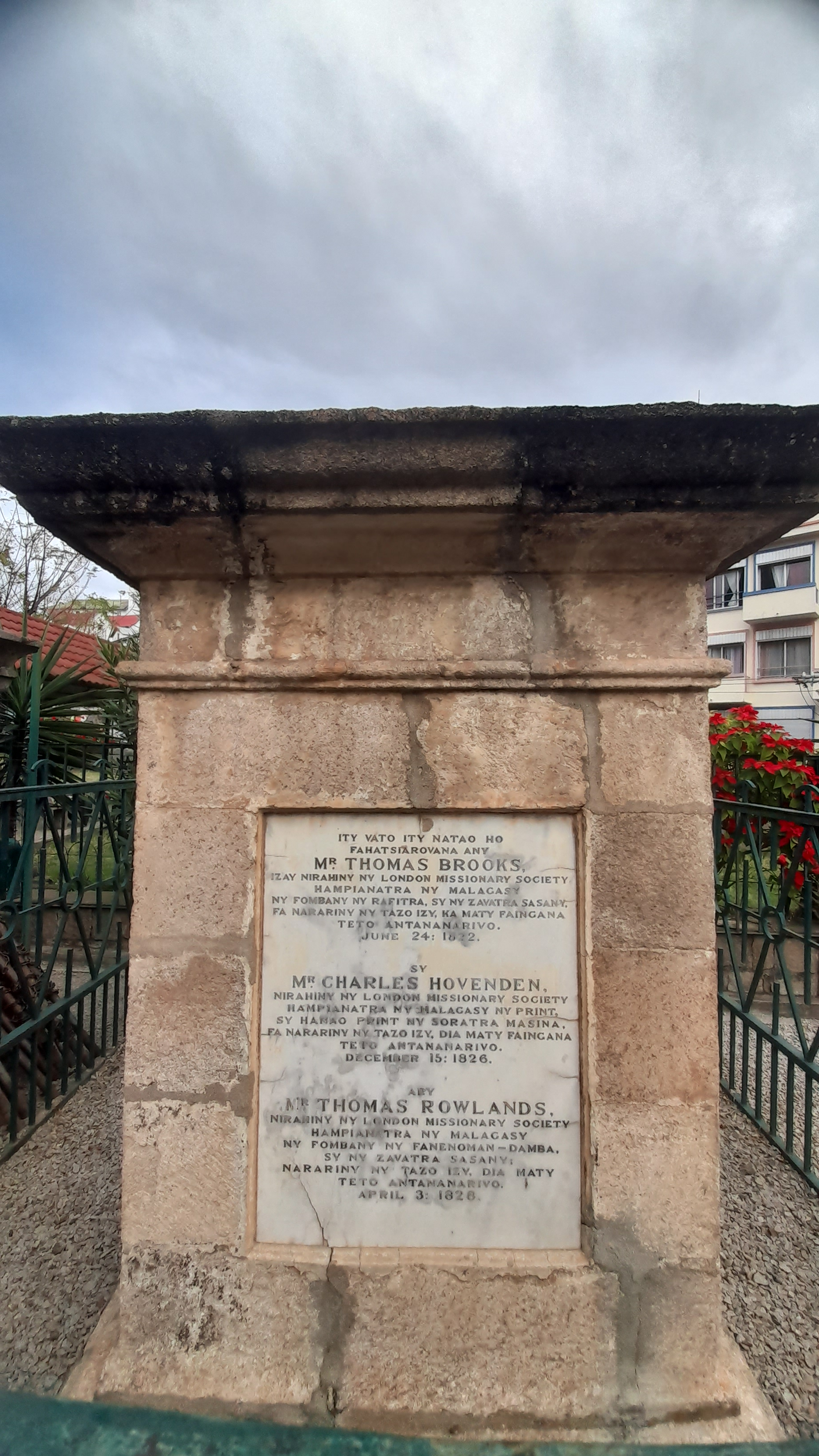
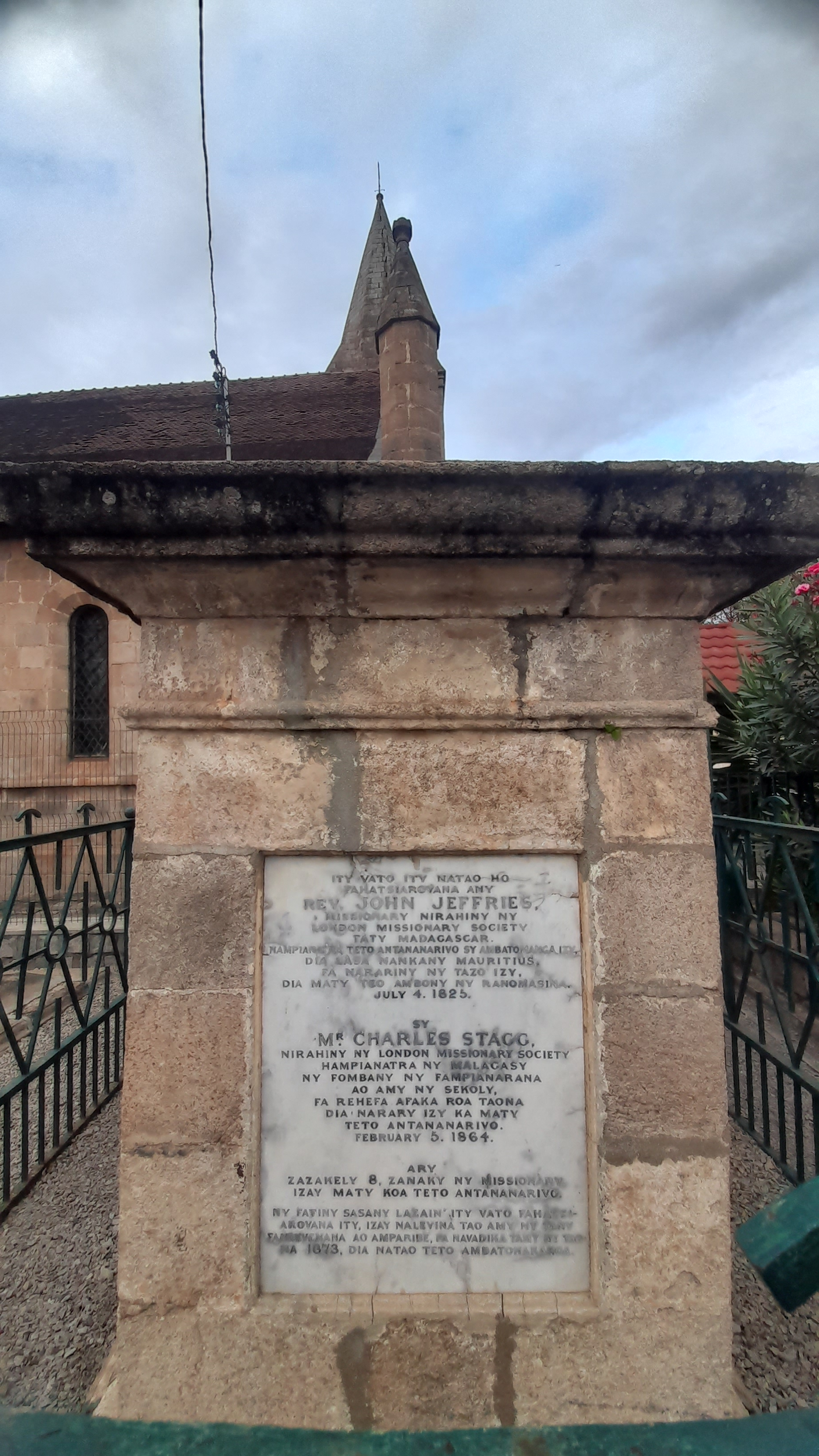